# دانيال غولدستاين
دانيال غولدستاين (بالإنجليزية: Daniel Goldstein)‏ هو عالم نفس أمريكي، ولد في 21 أبريل 1969 في الولايات المتحدة.

## وصلات خارجية
- الموقع الرسمي